# Noah Maposa
Noah Maposa (nascido em 3 de junho, 1985) é um futebolista do Botswana que joga no AS Gabès, time da Tunisia como goleiro.

## Carreira
Pela seleção nacional, participou da Copa Africana de Nações de 2012, sendo eliminado na fase de grupos.

## Clubes
- Bay United
- Mochudi Centre Chiefs
- Gaborone United